# Fernando Valdés Dal-Ré
Fernando Valdés Dal-Ré   (Valladolid, 22 d'abril de 1945 - 9 de març de 2023) fou un jurista espanyol. Era catedràtic de Dret del Treball i la Seguretat Social i era magistrat del Tribunal Constitucional d'Espanya des de 2012.

## Biografia
Fou llicenciat en Dret des de 1967 i doctor en Dret per la Universitat Complutense de Madrid des de 1973.
Procurador de la primera legislatura de les Corts de Castella i Lleó.
Va desenvolupar la major part de la seva carrera professional com a docent i investigador universitari en l'àmbit del Dret del Treball i la Seguretat Social. Va ser professor a la Universitat Complutense de Madrid (1969-77), a la Universitat Autònoma de Barcelona (1977), a la Universitat de Salamanca (1977-78) i a la Universitat de Valladolid (1978-81). L'any 1981 va obtenir la condició de catedràtic de Dret del Treball i la Seguretat Social on va exercir a la Universitat de Valladolid (1981-84, 1985-86 i 1990-91) i a la Universitat Complutense de Madrid (1991-2012).
El 2012 va ser nomenat professor honorífic de la Facultat de Ciències Polítiques i Sociologia de la Universitat Complutense de Madrid i el 2015 doctor honoris causa per la Universitat de Valladolid.
A proposta del Congrés dels Diputats va ser nomenat magistrat del Tribunal Constitucional d'Espanya, càrrec del qual va prendre possessió l'23 de juliol de 2012.
L'11 d'agost de 2020 va ser detingut per la Guàrdia Civil per un presumpte cas de violència de gènere, després que la seva esposa hagués tramitat una denúncia la nit anterior. La magistrada del Jutjat de Primera Instància i Instrucció número 7 de Majadahonda va acordar la seva posada en llibertat, amb l'obligació de personar-se al jutjat, després de romandre unes hores detingut i passar a disposició judicial. El 15 de setembre es va fer saber que el Tribunal Suprem espanyol jutjaria la causa contra Valdés. Tenint en compte que el seu càrrec va expirar feia 8 mesos i el seu relleu restava pendent, la condemna podria esdevenir d'entre 6 mesos i 1 any de presó, sense tenir en compte l'agreujant de comissió del delicte dins del domicili.